# Első Evangjeli-kormány
Az első Evangjeli-kormány az 1912-ben függetlenné vált Albánia időrendben nyolcadik (az ügyvezető kormányszerveket is számolva tizenegyedik), 1921. október 16-a és december 6-a között hivatalban lévő kormánya volt. A több politikai csoportot egyesítő, a köznyelvben Szent Egységnek is nevezett, Pandeli Evangjeli vezette kormány elsődleges feladata az országra támadó jugoszláv hadsereg feltartóztatása, az Albán Fejedelemség területi integritásának megőrzése volt. A nagyhatalmak és a nemzetközi diplomácia hathatós közbenjárására, valamint a hadsereg-főparancsnok Amet Zogolli katonai sikereinek köszönhetően Észak-Albánia elszakadásának ugyan sikerült elejét venni, a belpolitikai törésvonalak mentén szétszabdalt kabinet munkája mégis ellehetetlenült, bukását rossz politikai döntések sorozata siettette. Aqif Elbasani régens felbujtására 1921. december 6-án Evangjeli miniszterelnököt fegyverrel lemondásra kényszerítették, kormánya a puccsal megbukott.
Evangjeli egy évtizeddel később, az Albán Királyság időszakában, I. Zogu uralkodása alatt, 1930 márciusa és 1935 októbere között még három további kormány vezetője volt (második, harmadik és negyedik kormánya).

## Előzményei
Bár az első világháború lezárásaként az 1920 januárjában összeült lushnjai kongresszus újra lefektette a háborúban szétszakított Albánia államszervezeti alapjait, a kis ország helyzete bel- és külpolitikailag sem volt stabilnak mondható. 1921. július 17-én északkeleti területein kikiáltották a Jugoszlávia által támogatott szakadár Mirditai Köztársaságot, Olaszország továbbra is igényt formált a korábban általa elfoglalt délnyugat-albániai területekre, Vlora környékére és Sazan szigetére, emellett a görögök észak-epiruszi aspirációi sem szűntek meg. A három oldalról is szorongatott Albánia államhatárainak kérdése 1921. szeptember 2-án a Nemzetek Szövetségének közgyűlése elé került. Hogy a nemzetközi döntéshozó fórumot kész tények elé állítsák, szeptember 18-án az addig a Drin vonalában állomásozó jugoszláv alakulatok megkezdték a fegyveres előrenyomulást albán területen. Iliaz Vrioni kormánya szeptember 22-én memorandumot intézett a Nemzetek Szövetségéhez és a szövetséges nagyhatalmakhoz, amelyben beavatkozásukat és a jugoszláv kormány megregulázását sürgették. Október elejéig a Nemzetek Szövetségének eseti bizottsága és a Párizsban ülésező nagyköveti konferencia egyaránt helyt adott az államhatárokat illető albán igényeknek, szavatolták az 1913-ban megállapított határok érvényességét, ugyanakkor az olasz területigények kérdését nyitva hagyták. Albánia több nagyvárosában olaszellenes tüntetésekre került sor, majd megújultak a jugoszláv betörések is.

## Megalakulása és összetétele

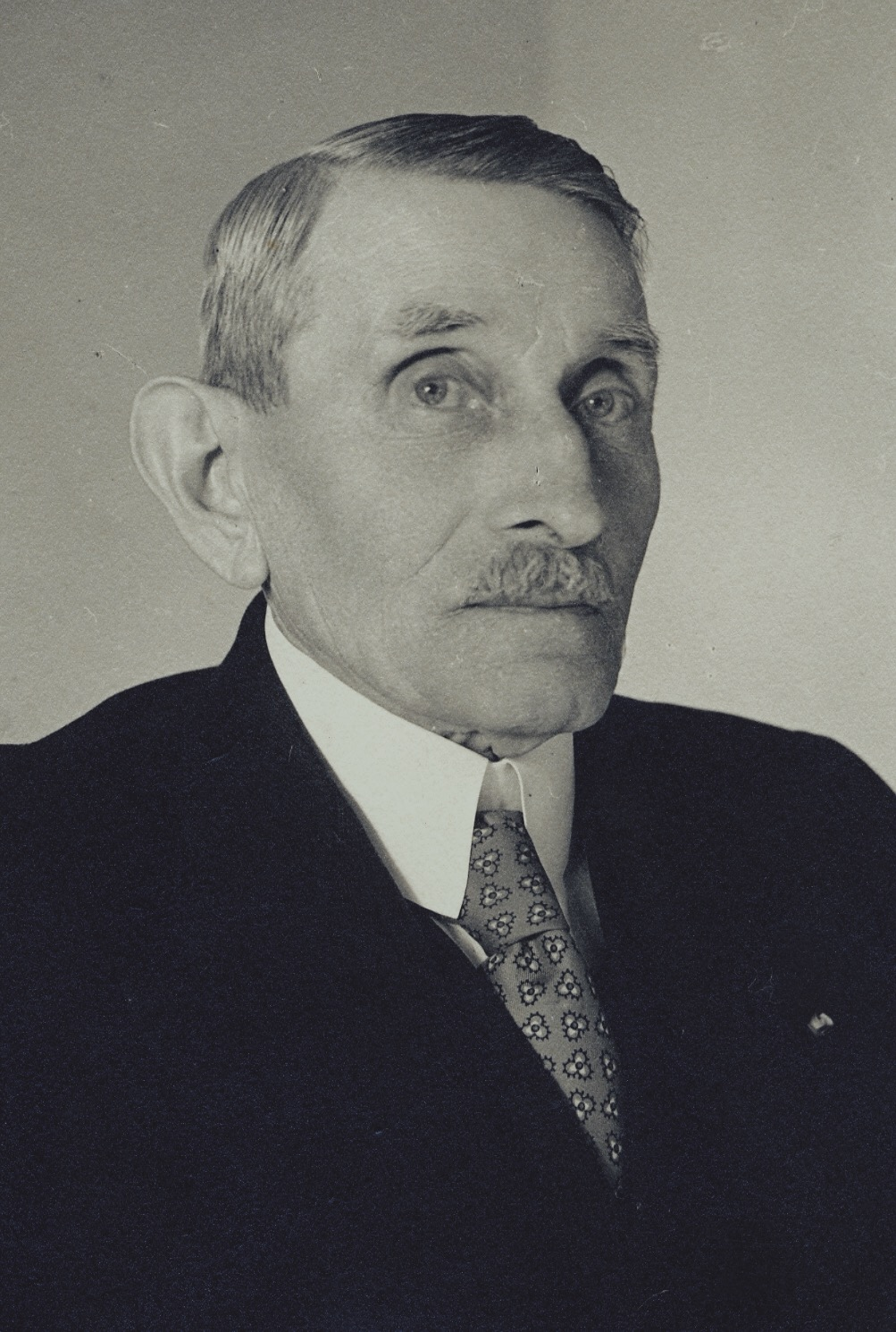
A kormány vezetője, Pandeli Evangjeli

Az újabb fejlemények hatására Vrioni kormányfő október 16-án benyújtotta lemondását, kabinetje feloszlott. Noha az albán belpolitika végletesen szétszabdalt volt, a politikai vezetők felismerték, hogy a kialakult helyzetben nemzeti egységre van szükség. Az újonnan alakítandó egységkormányban az egyébként szembenálló felek mindegyikének helyet kívántak szorítani, ahogy a leginkább fenyegetett Észak-Albánia politikai képviselőinek is. Bár a haladókat képviselő Amet Zogolli remélte, hogy domináns szerepet játszhat az új kabinetben, a régenstanács tagja, egyúttal Zogu ellenlábasa, Aqif Elbasani a Vrioni-kormány külügyérét, a mérsékelt és független politikus hírében állt Pandeli Evangjelit kérte fel a kormányalakításra.
Evangjeli kormánya – amely a köznyelvben koalíciós jellegének köszönhetően a Szent Egység (albán Bashkimi i Shenjtë) megnevezést kapta – még aznap, 1921. október 16-án megalakult. Evangjeli nem csak Albánia történelmének első ortodox felekezetű miniszterelnöke volt, de az általa alapított kormány volt az első, amelyben a nagy birtokvagyonokkal és előjogokkal rendelkező földesúri családok sarjai mellett polgári származású személyeknek is jutott hely. Ennek oka persze nem annyira Evangjeli egyensúly-teremtési szándéka, mint a koalíciós kormányzás kompromisszumát megkötő ellenérdekelt politikai felek döntése volt. Sajátos volt a kabinet összetétele abból a szempontból is, hogy az egyébként megfontolt, az albán politikai erőtérben liberálisnak tartott Evangjeli kormányfői irányítása alá került az elmúlt esztendők több „erős embere”. A Mat-vidék törzsfője, Amet Zogolli a fegyveres erők főparancsnoka lett, de ott ült a kabinetben két ádáz ellensége, Bajram Curri és Zija Dibra is; az előző években egyikük sem félt fegyverrel érvényt szerezni politikai érdekeinek. Az Evangjeli-kormány tagjainak kiválasztásában részt vett Avni Rustemi, aki az előző évben meggyilkolta az uralkodói ambíciókat dédelgető Esat Toptanit, Zogolli anyai nagybátyját, valamint Qazim Koculi, Vlora erős kezű prefektusa is. A tárcavezetőket magában foglaló szűkebb kabinet összetétele a következő volt: Pandeli Evangjeli miniszterelnök és külügyminiszter, Bajram Fevzi belügyminiszter, Koço Tasi igazságügy-miniszter, Ahmet Dakli pénzügyminiszter (később őt Kolë Thaçi váltotta a poszton), Hilë Mosi oktatási miniszter (akit menet közben Rexhep Mitrovica váltott), Zija Dibra közmunkaügyi miniszter, Isuf Gjinali hadügyminiszter.
| Az Evangjeli-kormány minisztertanácsának tagjai                                                                      | Az Evangjeli-kormány minisztertanácsának tagjai | Az Evangjeli-kormány minisztertanácsának tagjai |
| Név | Tisztség                                        | Hivatali idő                                    |
| --- | ----------------------------------------------- | ----------------------------------------------- |
| Pandeli Evangjeli | miniszterelnök                                  | 1921. október 16. – 1921. december 6.           |
| Pandeli Evangjeli | külügyminiszter                                 | 1921. október 16. – 1921. december 6.           |
| Bajram Fevzi | belügyminiszter                                 | 1921. október 16. – 1921. december 6.           |
| Koço Tasi | igazságügy-miniszter                            | 1921. október 16. – 1921. december 6.           |
| Ahmet Dakli | pénzügyminiszter                                | 1921. október 16. – 1921. december*             |
| Hilë Mosi | oktatásügyi miniszter                           | 1921. október 16. – 1921. december**            |
| Zija Dibra | közmunkaügyi miniszter                          | 1921. október 16. – 1921. december 6.           |
| Isuf Gjinali | hadügyminiszter                                 | 1921. október 16. – 1921. december 6.           |
| Mustafa Maksut | hadügyminiszter-helyettes                       | 1921. október 16. – 1921. december 6.           |
| *Dakli lemondott, a kormányfő Kolë Thaçit jelölte a helyére. **Mosi lemondott, Rexhep Mitrovicát jelölték a helyére. |                                                 |                                                 |

## Tevékenysége

### Külpolitika
A kormány hivatalba lépésekor már jugoszláv kézen volt néhány kisebb albániai terület, fenyegető volt, hogy Shkodra városát elszakítják az ország többi részétől. Az Evangjeli-kormány tíz napja volt hatalmon, amikor 1921. október 26-án a jugoszláv hadsereg északkeleten ismét betört Albánia területére, bevonult a Drin völgyébe, és november 1-jéig elfoglalta Arras, Lura és Orosh vidékét, november 6-án pedig hivatalosan is háborúban állónak deklarálták magukat Albániával. Időközben az Evangjeli-kormány november 2-án értesítette a Nemzetek Szövetségét az újabb fejleményekről, és sürgette a nemzetközi szervezetet korábbi határozatainak érvényesítését. Az albán kormány kérését meghallgatva az Egyesült Királyság november 7-én a nagykövetek konferenciájához fordult, hogy az albániai helyzet felőli döntést napirendjére tűzze. Két nappal később erre sor is került, az Egyesült Királyság, Franciaország, Olaszország és Japán képviselőinek aláírásával a nagyhatalmak újólag elismerték Albánia függetlenségét, kisebb módosításokkal 1913-ban megállapított államhatárainak érvényességét, egyúttal elrendelték a jugoszláv csapatok azonnali evakuálását, valamint az észak-albániai államhatár helyszíni megállapításának munkájára egy határbizottságot alakítottak. November 12-én a brit, francia és olasz kormányok külön hivatalosan is elismerték az Evangjeli-kormányt.
A Nemzetek Szövetsége nyomására és Amet Zogolli sikeres katonai akcióinak köszönhetően a november 10-én már Shëngjin és Lezha térségét is elfoglaló és az albán fővárost fenyegető jugoszláv hadsereg november 12-én megkezdte a kivonulást. November 14-éig csapataikat evakuálták Albániából, november 19-én pedig a négytagú – luxemburgi, norvég, finn és svájci összetételű – nemzetközi határbizottság is megérkezett az országba, hogy a határkijelölés munkája mellett a helyszínen tájékozódjék a jugoszlávokkal szemben felmerült népirtás körülményeiről. Az albán kormány számadása szerint az előző időszakban 6603 lakóházban, 50 mecsetben és 18 kolostorban esett kár a jugoszláv csapatok átvonulása során, 738 polgári személyt gyilkoltak meg (300-an a rájuk gyújtott épületekben égtek halálra), 3-4 ezer ember vált földönfutóvá. Herbert Fischer brit diplomata helyszíni tapasztalatairól számot adva a Nemzetek Szövetsége főtanácsának azt jelentette, hogy Dibra és Luma vidékein csak elnéptelenedett, porig égett falvakat látott, értesülései szerint 157 település esett a jugoszláv agresszió áldozatául.

### Belpolitika
Az Észak-Albániában kialakult helyzet, a jugoszláv katonai agresszió Zogolli malmára hajtotta a vizet, aki a fegyveres erők főparancsnokaként azonnal büntető hadjáratot indított az elszakadni akaró mirdita renegátok ellen. A régenstanácsban ülő és Zogolli politikai törekvései felett aggodalmat érző Aqif Elbasanit ez a lépés nyugtalanította, a közelmúltban ugyanis Zogolli már több kísérletet tett a mirdita fegyveresek megnyerésére. Félő volt, hogy ezúttal sikerrel jár, és a mirditákat maga mellé állítva hatalomra tör. Elbasani a helyzetet először úgy próbálta megoldani, hogy túlhatalmat biztosított az Evangjeli-kormánynak. A nemzetgyűlés munkáját felfüggesztette, a kabinetnek pedig átmeneti időre teljhatalmat biztosított a belpolitikai helyzet stabilizálására. Elbasani döntése azonban felzúdulást keltett a politikai elit egyes köreiben, így más megoldás után kellett nézniük. Ezt követően Elbasani és Hasan Prishtina felbujtására több kormányközeli politikus, Mustafa Kruja, Hoxha Kadriu és Zija Dibra Zogolli-ellenes intrikával próbálták aláásni politikai ellenfelük hitelét. A kísérlet ismét rosszul sült el, annyit értek el vele, hogy Zogolli ellenlábasai közül 1921. december 5-én többen kiléptek a kormányból, köztük Bajram Curri is, és Evangjeli gyakorlatilag már csak Zogollira támaszkodhatott a politikai helyzet konszolidálásában. Elbasani ráadásul visszautasította azokat a jelölteket, akikkel Evangjeli kétségbeesetten fel akarta tölteni a megüresedett tárcavezetői helyeket.

## Lemondatása

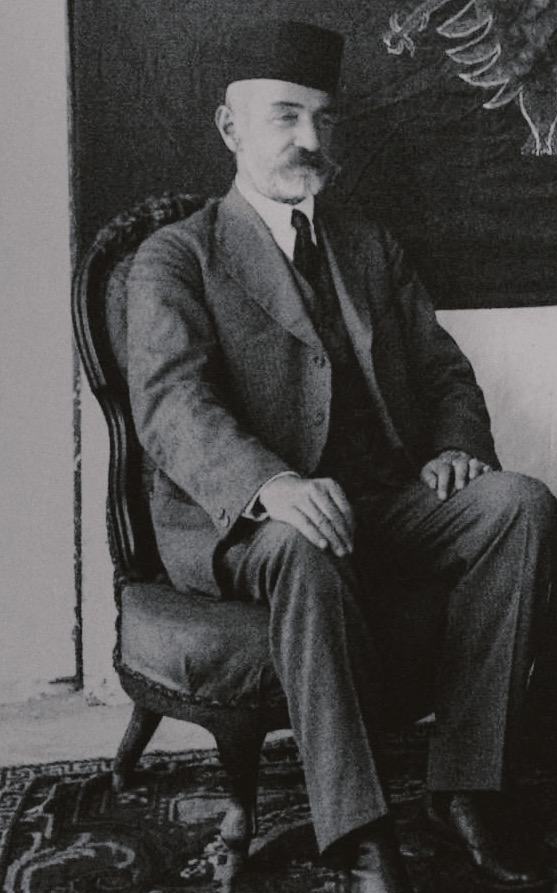
Aqif Elbasani az 1920-as években

Elbasani visszautasító magatartását magyarázza, hogy ekkor már készen állt az újabb terv: lemondatják az ellehetetlenült Evangjeli-kormányt, majd összehívják az alkotmányozó nemzetgyűlést azzal a céllal, hogy az Albán Fejedelemség trónjára alkalmas uralkodót válasszanak. Addig is – Aqif Elbasani tervei szerint – egy közmegegyezéses szakértői kormány irányította volna az államügyeket.
Ennek végrehajtásához Elbasani meggyőzte régenstársait is, majd Luigj Bumçival együtt felkeresték Evangjelit, és felszólították a lemondásra. Érvelésük szerint Evangjeli elveszítette az albán nép támogatását. A kormányfő erre visszakérdezett, hogy ezt mégis mivel támasztják alá, miután korábban éppen a régenstanács függesztette fel törvénytelenül a nemzetgyűlés működését, amire Elbasani cinikus válasza az volt, hogy a régenstanács tagjai az uralkodó és a nép akaratát testesítik meg, vagyis az ő akaratuk a nép hangja. A miniszterelnök visszautasította a képviseleti demokrácia sajátos tolmácsolását, a régensek kezdeményezését alkotmányellenesnek bélyegezte meg, és nem volt hajlandó lemondani.
Elbasaninak drasztikusabb eszközökhöz kellett nyúlnia, ha végig akarta vinni tervét. Még aznap éjszaka, 1921. december 6-án a kora hajnali órákban fegyvereseket küldött a tiranai Hotel Continentalba, akik betörtek az ott lakó Pandeli Evangjeli szobájába, és rászegezett fegyverekkel ébresztették fel az alvó miniszterelnököt. Ezt követően, továbbra is rászegezett pisztolyokkal, arra kényszerítették, hogy aláírja lemondását, amit Evangjeli a kényszer hatására meg is tett. Egyes források szerint a fegyveresek nem egyszerűen Elbasani által felbérelt brigantik, hanem a politikai élet szereplői voltak: Zija Dibra, kilépéséig az Evangjeli-kormány hadügyminisztere, valamint a Szent Egységhez tartozó két nemzetgyűlési képviselő, Mustafa Kruja és Ramiz Daci, más források Hasan Prishtinát is a fegyveresek között említik. A puccs sikerrel járt, Evangjeli kormánya feloszlott, a volt miniszterelnök pedig még aznap elhagyta Tiranát.
Hogy az Evangjeli-kormány államcsíny következtében oszlott fel, nem volt titok, egyedül a részleteket övezte homály. Az erőszakos lépés mindenesetre nem hozta el a kívánt eredményt, a belpolitikai élet konszolidációját. Sőt, 1921 decembere gyakorlatilag a puccsok hónapjaként került be az albán történelembe: az Evangjeli-kormány lemondatása után kinevezett Qazim Koculi egy napig sem volt Albánia miniszterelnöke, de öt nappal később már a Hasan Prishtina alakította újabb kormány is lemondott. Zogollit ezen kormányok egyikébe sem választották be, amit az ambiciózus politikus nem hagyott annyiban. Az általa még november végén kibocsátott amnesztiával lekötelezte a mirditákat, így velük kibővülve fegyveresei élén Tiranába ment. A fővárosban Zogolli nyomatékosan kijelentette, hogy az Evangjeli-kormány feloszlásához államcsíny vezetett, és az alkotmánysértést előidéző régenstanácsi tagoknak, Aqif Elbasaninak és Luigj Bumçinak, valamint az illegitim miniszterelnöknek, Hasan Prishtinának egyaránt távozniuk kell hivatalukból. 1921. december 12-én felállt az Idhomene Kosturi vezette ügyvivő kormány, két héttel később pedig a Zogolli köréhez tartozó Xhafer Ypi kabinetje, amely már egy évig irányította az országot. Az alkotmányossági helyzetet felülvizsgáló legfelsőbb bíróság későbbi döntése mások mellett Evangjelit is elmarasztalta, amiért nem élt minden hatalom adta eszközzel az államrend fenntartása érdekében.